# Kiszelfalu
Kiszelfalu (régi magyar neve Pitefalva, 1890-ig Pityelova, szlovákul: Pitelová) község Szlovákiában, a Besztercebányai kerületben, a Garamszentkereszti járásban.

## Fekvése
Garamszentkereszttől 6 km-re keletre, a Garam jobb partján fekszik.

## Története
1264-ben „Kiszelw-Pecheny" néven említik először, a garamszentbenedeki bencés apátság faluja volt. 1487-ben az esztergomi érsekség, 1776-tól a besztercebányai püspökség birtoka. 1534-ben 8 portája adózott. 1571-1573-ban 14 jobbágy és 2 zsellércsalád lakta. 1715-ben kocsmája, malma és 24 adózója volt. 1828-ban 63 házában 423 lakos élt, akik főként állattartással, mezőgazdasággal, erdei munkákkal foglalkoztak.
Vályi András szerint: „PITELOVA. Tót falu Bars Vármegyében, földes Ura a’ Besztertze Bányai Püspökség, lakosai katolikusok, fekszik Jasztrabának szomszédságában, mellynek filiája, határja hasonló Kremnitzkáéhoz, de vidékje hegyesebb, második osztálybéli."
Fényes Elek szerint: „Pityelova, tót falu, Bars vmegyében, közel a Garanhoz; 423 katholikus lak. F. u. a beszterczei püspök. Ut. p. Selmecz." Archiválva 2007. szeptember 27-i dátummal a Wayback Machine-ben
Bars vármegye monográfiája szerint: „Kiszelfalu, a Garamvölgy közelében fekvő tót kisközség, 627 róm. kath. vallású lakossal. 1487-ben Pichtofalva, 1556-ban Pythyefalva néven mint az esztergomi érsekség birtoka szerepel. Azután lett belőle Pytelova, majd Pytyelova, míg mostani nevét 1890-ben nyerte. Az érsekség után a beszterczebányai püspök lett a földesura, kinek itt ma is nagyobb birtoka van. Hagyomány szerint a község hajdan egészen a Garam mentén feküdt, hol azonban a török világban a különféle hadak járásának lévén kitéve, a lakosok lassanként a hegyek közé vonultak és ott telepedtek meg. Kath. temploma 1778-ban épült, de egy évvel később már megnagyobbíttatott. Postája Jallna, távirója és vasúti állomása Garamberzencze. Ide tartozik Brezini tanya is."
A trianoni békeszerződésig Bars vármegye Garamszentkereszti járásához tartozott.

## Népessége
| Év:            | 1994. | 2004.   | 2014.   | 2024.   |
| -------------- | ----- | ------- | ------- | ------- |
| Emberek száma: | 646   | 666     | 650     | 600     |
| Eltérés:       |       | +3,09 % | -2,40 % | -7,69 % |

| Év:            | 2023. | 2024.   |
| -------------- | ----- | ------- |
| Emberek száma: | 593   | 600     |
| Eltérés:       |       | +1,18 % |

1910-ben 735, túlnyomórészt szlovák anyanyelvű lakosa volt.
2001-ben 674 lakosából 663 szlovák volt.
2011-ben 688 lakosából 665 szlovák volt.

## Nevezetességei
- A Rózsafüzér királynője tiszteletére szentelt, római katolikus temploma 1785-ben épült barokk stílusban. 1857-ben átépítették. Barokk oltárát 1779-ben a besztercebányai káptalan templomából hozták.

## Külső hivatkozások
- Községinfó
- A kiszelfalui egyházközség adatai
- Kiszelfalu Szlovákia térképén
- E-obce.sk Archiválva 2008. szeptember 15-i dátummal a Wayback Machine-ben